# Gillaumé
Gillaumé ist eine französische Gemeinde mit 31 Einwohnern (Stand 1. Januar 2022) im Département Haute-Marne in der Region Grand Est. Sie gehört zum Kanton Poissons und zum Arrondissement Saint-Dizier.

## Geografie
An Gillaumé fließt die Orge vorbei.
Nachbargemeinden sind Saudron im Nordwesten, Bure im Norden, Mandres-en-Barrois im Nordosten, Cirfontaines-en-Ornois im Osten, Lezéville im Süden und Échenay im Westen.

## Bevölkerungsentwicklung

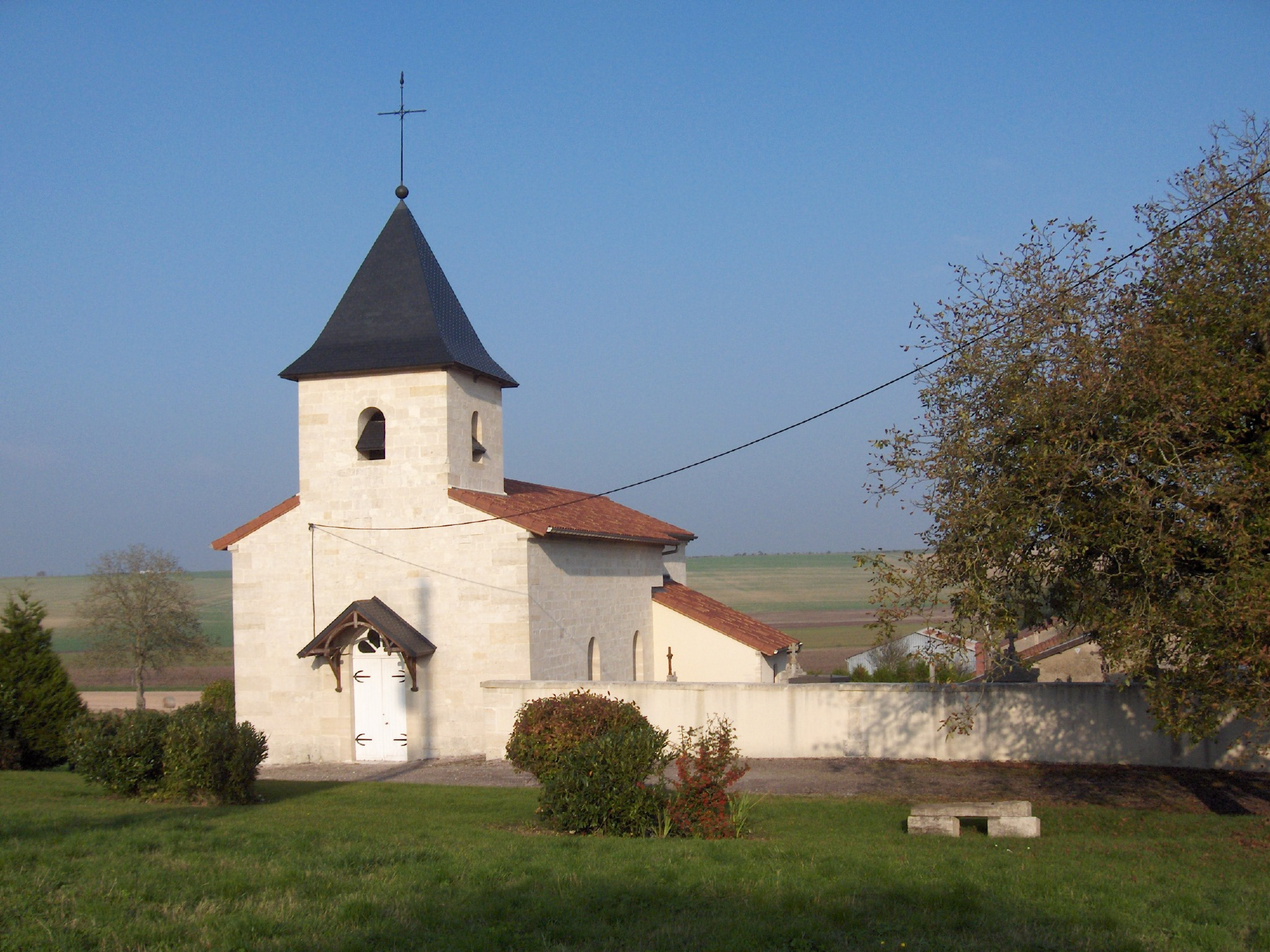
Kirche Saint-Martin

| Jahr      | 1962 | 1968 | 1975 | 1982 | 1990 | 1999 | 2008 | 2018 |
| --------- | ---- | ---- | ---- | ---- | ---- | ---- | ---- | ---- |
| Einwohner | 39   | 38   | 39   | 41   | 34   | 26   | 27   | 36   |